# Wustrow (Fischland)
Wustrow est une commune de l'arrondissement de Poméranie-Occidentale-Rügen, Land de Mecklembourg-Poméranie-Occidentale.

## Géographie
La commune se situe sur la presqu'île du Fischland, entre la mer Baltique et le Saaler Bodden (de).

## Histoire
Le nom de la commune vient du slave et signifie "village au-dessus des eaux" ou "village de l'île". Le village est créé durant les invasions barbares des Slaves. Le Fischland est alors une île.
La première mention écrite date de 1235 lorsque le pape Grégoire IX évoque l'abbaye de Jurmala. En 1395, Wustrow fait partie des villes de la Hanse qui font concurrence à Ribnitz dans l'accès à la mer Baltique. En 1528, la commune, propriété du couvent de Ribnitz, est remis au duché de Mecklembourg.
Les agriculteurs ne sont pas libres. En 1870, ils deviennent locataires puis en 1918 propriétaires des terres. Au fil du temps, la pêche, en particulier du hareng, et le transport maritime gagnent en importance.
En 1869, la commune subit un important incendie. Puis la guerre franco-allemande de 1870 perturbe le trafic maritime. En 1872, une grave inondation emporte une grande partie des dunes, nécessitant la construction d'un pont temporaire puis d'une digue. La reconstruction se termine en 1873.
En 1880, une société est créée afin de promouvoir le tourisme sur la commune.
À la fin de la Seconde Guerre mondiale, Wustrow est occupé par les Soviétiques. Elle fait partie de la zone d'occupation soviétique en Allemagne puis de la RDA.
Après la réunification en 1991, la commune est complètement rénovée avec la construction d'installations touristiques.

## Personnalités liées à la commune
- Hedwig Woermann (1879-1960) , sculptrice et peintre allemande.
- Heinrich Hauser (de) (1901-1955), écrivain.
- Erich Theodor Holtz (de) (1885-1956), peintre.
- Hedwig Holtz-Sommer (de) (1901-1970), peintre.
- Hans-Helmut Klose (de) (1916-2003), officier de marine.
- Klaus Praefcke (de) (né en 1933), chimiste.

## Source, notes et références
- (de) Cet article est partiellement ou en totalité issu de l’article de Wikipédia en allemand intitulé « Wustrow (Fischland) » (voir la liste des auteurs).